# Ostdeutsches Kuratorium von Verbänden

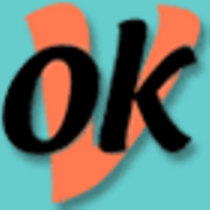
Logo

Das Ostdeutsche Kuratorium von Verbänden ist ein 1994 entstandener eingetragener Verein, der als Zusammenschluss von Vereinigungen und Organisationen mit dem Tätigkeitsfeld spezifisch ostdeutscher und wendebedingter Thematiken und Arbeitsfelder fungiert. Im Kuratorium versammeln sich nach Einschätzung von Politikwissenschaftlern vereinigungsfeindliche Kräfte.

## Vorgeschichte
1993 erschien ein „Ostdeutsches Memorandum“. Im Juni 1994 wurde das Kuratorium als Verein eingetragen, der als Hauptziel die Herstellung der inneren Einheit des deutschen Volkes nennt. Erster Vorsitzender war Peter-Michael Diestel.

## Präsidium
Präsident ist Matthias Werner, Vizepräsidenten sind Hans Bauer (GRH), Joachim Bonatz (ISOR), und Helga Hörning (GBM).

## Einordnung durch Politikwissenschaftler
Im Kuratorium versammeln sich nach Einschätzung von Politikwissenschaftlern vereinigungsfeindliche Kräfte. Der Historiker Hubertus Knabe bezeichnet die Organisation als „Volksfront gegen die deutsche Einheit“. Der Politikwissenschaftler Udo Baron ordnet das Ostdeutsche Kuratorium als Organisation des dogmatischen, d. h. marxistisch-leninistisch orientierten Linksextremismus ein.

## Mitglieder
- Gesellschaft zum Schutz von Bürgerrecht und Menschenwürde GBM e. V.
- Deutscher Friedensrat e. V.
- Gesellschaft zur Rechtlichen und Humanitären Unterstützung GRH e. V.
- Verband der Kleingärtner, Siedler und Grundstücksnutzer VKSG e. V.
- Freundeskreis der Sport-Senioren
- Initiativgemeinschaft zum Schutz der sozialen Rechte ehemaliger Angehöriger bewaffneter Organe und der Zollverwaltung der DDR ISOR e.V.
- Freie Deutsche Gewerkschaften e.V. - Förderverein zur Geschichte der Deutschen Gewerkschaftsbewegung (VFDG)
- RotFuchs Förderverein e.V.
- Bündnis für Soziale Gerechtigkeit und Menschenwürde e. V. (BüSGM)
- Bündnis für soziale Gerechtigkeit Berlin-Lichtenberg/Hohenschönhausen
- Initiativgruppe Traditionstreffen Malá Úpa
- Freundeskreis Palast der Republik
- Freundeskreis "Ernst Thälmann" e. V., Ziegenhals-Berlin
- Revolutionärer Freundschaftsbund e. V.
- Arbeitskreis Kultur- und Bildungsreisen
- Wohn- und Ferienheim Heideruh e. V.
- Traditionsverband der NVA
- Landesverband Berlin des Deutschen Freidenker-Verbandes e.V.
- Verband zur Pflege der Traditionen der Nationalen Volksarmee und der Grenztruppen der DDR e.V.
- DDR-Kabinett Bochum e.V.
- Arbeitskreis Geschichte der Jugendhochschule „Wilhelm Pieck“
- Mütter gegen den Krieg Berlin–Brandenburg
- Unentdecktes Land e.V.
- Friedensbrücke – Kriegsopferhilfe e. V.

## Publikationen
- OKV – Ostdeutsches Kuratorium von Verbänden e.V. (Hrsg.): Priester der Klio? Protokollband mit über 20 Beiträgen des Kolloquiums des OKV über Verfälschungen und Klitterung der DDR-Geschichte vom 10. März 2007 in Berlin. Kai Homilius Verlag, ISBN 978-3-89706-851-3